# Anotopterus vorax
Anotopterus vorax is een straalvinnige vissensoort uit de familie van speervissen (Anotopteridae). De wetenschappelijke naam van de soort is voor het eerst geldig gepubliceerd in 1913 door Regan.